# یوکا مامییا
یوکا مامییا (انگلیسی: Yuka Mamiya؛ زادهٔ ۳ آوریل ۱۹۹۰) بازیکن بسکتبال اهل ژاپن است.
وی در مسابقات کشوری و بین‌المللی در مجموع برندهٔ ۲ مدال طلا، ۱ مدال برنز شده‌است.